# 火尾希鹛
火尾希鹛（学名：Minla ignotincta）又称红尾希鹛，是希鹛属的唯一一种，分布于不丹、孟加拉国、老挝、中国大陆、越南、印度、缅甸和尼泊尔。该物种的保护状况被评为无危。
火尾希鹛的平均体重约为14.3克。栖息地包括亚热带或热带的湿润低地林和亚热带或热带的湿润山地林。该物种的模式产地在尼泊尔。

## 亚种
- 火尾希鹛指名亚种（学名：Minla ignotincta ignotincta）。分布于尼泊尔、印度、孟加拉、缅甸以及中国大陆的西藏、云南等地。该物种的模式产地在尼泊尔。[4]
- 火尾希鹛西南亚种（学名：Minla ignotincta jerdoni）。在中国大陆，分布于湖南、广西、四川、云南等地。该物种的模式产地在四川宝兴。[5]